# Ernst Emil Alexander Back
Pour les articles homonymes, voir Back.
Ernst Emil Alexander Back (né le 21 octobre 1881 à Fribourg-en-Brisgau et décédé le 20 juin 1959 à Munich) est un physicien allemand expérimentaliste, spécialisé en spectroscopie.
De 1902 à 1906, il étudie le droit successivement à Strasbourg, Munich et Berlin. En 1909, alors qu'il travaille en Alsace-Lorraine, il commence à étudier la physique à l'université de Tübingen. Il se retire définitivement de sa première profession en 1912 et obtient son doctorat l'année suivante, sa thèse ayant pour sujet l'effet Zeeman.
Après avoir servi dans l'armée allemande au cours de la Première Guerre mondiale, il devient assistant de Friedrich Paschen à l'institut de physique de Tübingen. Ensemble, ils découvrent l'effet Paschen-Back décrivant l'interaction entre un atome et un fort champ magnétique, par opposition à l'effet Zeeman qui se manifeste en présence d'un faible champ magnétique. Par son travail expérimental minutieux en spectroscopie, il aide Alfred Landé à établir la règle des intervalles expliquant la structure fine des atomes. Il est ensuite promu professeur en 1926 à l'université de Hohenheim d'abord, puis à nouveau à Tübingen.
Il a travaillé avec Samuel Goudsmit en 1926 et 1927 pour mesurer le spin nucléaire et son effet Zeeman.
Un cratère lunaire porte aujourd'hui son nom.